# Irina Słucka
Irina Eduardowna Słucka, ros. Ирина Эдуардовна Слуцкая (ur. 9 lutego 1979 w Moskwie) – rosyjska łyżwiarka figurowa, startująca w konkurencji solistek. Wicemistrzyni olimpijska z Salt Lake City (2002), brązowa medalistka olimpijska z Turynu (2006) i uczestniczka igrzysk olimpijskich (1998), dwukrotna mistrzyni świata (2005, 2005), 7-krotna mistrzyni Europy (1996, 1997, 2000, 2001, 2003, 2005, 2006), multimedalistka finału Grand Prix (zwyciężczyni w 1999, 2000, 2001, 2004), mistrzyni świata juniorów (1995) oraz czterokrotna mistrzyni Rosji (2000–2002, 2005).
Słucka wprowadziła do zawodów łyżwiarskich podwójny piruet Biellmann ze zmianą nogi. Podczas zawodów w 2000 jako pierwsza zawodniczka w historii wykonała kombinację potrójnego lutza z potrójnym rittbergerem, a rok później – kombinację potrójnego lutza z potrójnym toeloopem.
Wraz z Jewgenijem Pluszczenką prowadziła pierwszą edycję rosyjskiego programu Gwiazdy na lodzie. 
W sierpniu 1999 roku wyszła za mąż za Siergieja Michiejewa. 15 listopada 2007 urodziła syna Artioma, a w październiku 2010 roku córkę Warwarę.

## Osiągnięcia
| Zawody                                | 92–93          | 93–94          | 94–95          | 95–96          | 96–97          | 97–98          | 98–99          | 99–00          | 00–01          | 01–02          | 02–03          | 03–04          | 04–05          | 05–06          |                |                |                |
| Międzynarodowe                        | Międzynarodowe | Międzynarodowe | Międzynarodowe | Międzynarodowe | Międzynarodowe | Międzynarodowe | Międzynarodowe | Międzynarodowe | Międzynarodowe | Międzynarodowe | Międzynarodowe | Międzynarodowe | Międzynarodowe | Międzynarodowe | Międzynarodowe | Międzynarodowe | Międzynarodowe |
| ------------------------------------- | -------------- | -------------- | -------------- | -------------- | -------------- | -------------- | -------------- | -------------- | -------------- | -------------- | -------------- | -------------- | -------------- | -------------- | -------------- | -------------- | -------------- |
| Igrzyska olimpijskie                  |                |                |                |                |                | 5              |                |                |                | 2              |                |                |                | 3              |                |                |                |
| Mistrzostwa świata                    |                |                | 7              | 3              | 4              | 2              |                | 2              | 2              | 1              | WD             | 9              | 1              |                |                |                |                |
| Mistrzostwa Europy                    |                |                | 5              | 1              | 1              | 2              |                | 1              | 1              | 2              | 1              | WD             | 1              | 1              |                |                |                |
| GP Finał Grand Prix                   |                |                |                | 2              | 3              | 4              | 3              | 1              | 1              | 1              | 2              |                | 1              | 2              |                |                |                |
| GP Nations Cup                        |                |                |                |                | 1              | 2              |                | 3              |                |                |                |                |                |                |                |                |                |
| GP Cup of China                       |                |                |                |                |                |                |                |                |                |                |                |                | 1              | 1              |                |                |                |
| GP Cup of Russia                      |                |                |                |                | 1              | 1              | 3              | 1              | 1              | 1              | 3              |                | 1              | 1              |                |                |                |
| GP Skate America                      |                |                |                | 3              |                |                |                |                |                |                |                |                |                |                |                |                |                |
| GP Skate Canada International         |                |                |                |                | 1              |                | 3              |                | 1              | 2              |                |                |                |                |                |                |                |
| GP Trophée Eric Bompard               |                |                |                | 4              |                |                |                |                |                |                |                |                |                |                |                |                |                |
| Finlandia Trophy                      |                |                |                |                |                | 1              |                |                |                |                |                |                |                |                |                |                |                |
| Nebelhorn Trophy                      |                | 1              | 1              |                |                |                |                |                |                |                |                |                |                |                |                |                |                |
| Skate America                         |                |                | 3              |                |                |                |                |                |                |                |                |                |                |                |                |                |                |
| Igrzyska dobrej woli                  |                |                | 6              |                |                | 5              |                |                | 1              |                |                |                |                |                |                |                |                |
| Zimowa Uniwersjada                    |                |                |                |                |                |                | 2              |                |                |                |                |                |                |                |                |                |                |
| Międzynarodowe: Kategorie młodzieżowe |                |                |                |                |                |                |                |                |                |                |                |                |                |                |                |                |                |
| Mistrzostwa świata juniorów           | 8              | 3              | 1              |                |                |                |                |                |                |                |                |                |                |                |                |                |                |
| Krajowe                               |                |                |                |                |                |                |                |                |                |                |                |                |                |                |                |                |                |
| Mistrzostwa Rosji                     |                | 3              | 3              | 2              | 3              | 4              | 4              | 1              | 1              | 1              | 2              | WD             | 1              |                |                |                |                |
| Mistrzostwa Rosji juniorów            |                | 1 J            |                |                |                |                |                |                |                |                |                |                |                |                |                |                |                |